# Kedor-Laomer
Kedor-Laomer (hebräisch כְּדָר־לָעֹמֶר) oder Kedorlaomer (hebräisch כְּדָרְלָעֹמֶר) war ein im Tanach (Gen 14,1–16 ) erwähnter König von Elam, der von Abram in einem Feldzug zur Befreiung Lots vernichtend geschlagen worden sein soll. Außerhalb der Bibel wird Kedor-Laomer u. a. im Genesis-Apokryphon von Qumran und im Jubiläenbuch erwähnt, aber nicht in außerisraelitischen Quellen.

## Biblische Relevanz
Kedor-Laomer war, so berichtet das Buch Genesis, König von Elam und mit den Herrschern Amrafel von Schinar, Arjoch von Ellasar und Tidal, einem „König von Völkern“, verbündet. Zwölf Jahre unterjochten sie fünf Könige, unter denen sich auch Bera und Birscha, sagenhafte Herrscher von Sodom und Gomorrha mit sprechenden Namen, befanden. Im dreizehnten Jahr sollen diese begonnen haben, sich gegen die Unterdrückung zur Wehr zu setzen. Kedor-Laomer besiegte im darauf folgenden Jahr die Refaïter, die Susiter, die Emiter und die Horiter, vier Stämme bzw. kleinere Volksgruppen.
Nun begannen sich Bera und Birscha militärisch zu verteidigen. Im Tal von Siddim trafen die beiden Armeen aufeinander. Unschuldig geriet auch Lot, der Neffe Abrahams, zwischen die Fronten und mit seiner Familie in Kriegsgefangenschaft des Königs Kedor-Laomer.
Abraham, der von Lots Gefangennahme erfuhr, wagte eine Befreiungsaktion. Er schlug Kedor-Laomer und trieb ihn und dessen Heer bis nach Hoba zurück, einer Stadt nördlich von Damaskus. Kedor-Laomer wird daraufhin in der Bibel nicht mehr erwähnt.

## Verfilmung
In der Bibelverfilmung Die Bibel – Abraham von 1994 stellte Joel Proust Kedor-Laomer dar.